# Février 1963

## Événements
- Le responsable roumain de la planification refuse l’intégration économique qui lui est proposée par le Comecon, qui assigne à la République populaire roumaine un rôle essentiellement agricole dans le cadre de la division socialiste du travail.

- 5 février : arrêt van Gend en Loos.

- 8 février : en Irak premier coup d’État baassiste organisé par le général Bakr. Le général Abdul Karim Qasim est renversé et exécuté (9 février). Le colonel Abdel Salam Aref revient à la tête du gouvernement puis de l’État. Bakr devient alors président du Conseil. Baassiste et nationalistes entament alors une répression impitoyable contre les communistes en réponse aux événements de 1959.

- 16 février : traité de Kayes[1]. Accords frontaliers entre la Mauritanie et le Mali.
- 22 février : mémorable concert du quartet de Dave Brubeck à Carnegie Hall (New-York), enregistré par Columbia.

- 28 février : Thelma Forbes devient la première femme à être président de l'Assemblée législative du Manitoba.

## Naissances
- 2 février :  Eva Cassidy, chanteuse américaine († 2 novembre 1996) .
- 4 février : Béatrice Hammer, écrivain français.
- 5 février : 
  - Catherine Arnaud, judokate française.
  - Steven Shainberg, réalisateur et producteur de films américain.
- 7 février : Heidemarie Stefanyshyn-Piper, astronaute américaine.
- 9 février : Lolo Ferrari, actrice française († 20 mars 2000).
- 10 février : Charles Barkley, joueur de basket-ball, américain.
- 15 février : 
  - Serge Lamothe, écrivain.
  - Srettha Thavisin, homme d'affaires et homme politique thaïlandais.
- 17 février : Michael Jordan, joueur de basket-ball, américain.
- 19 février :
  - Seal, auteur-compositeur et interprète britannique.
  - Jack Kachkar, homme d'affaires libano-canadien.
- 20 février : Oliver Mark, photographe allemand.
- 21 février : William Baldwin (acteur), acteur américain.
- 22 février : Xóchitl Gálvez, femme politique mexicaine.
- 23 février :
  - Christine van Stralen, actrice néerlandaise.
  - Olga Ulianova, historienne chilienne († 29 décembre 2016).
- 24 février : Laurent Ruquier, animateur radio et télé français.
- 25 février : Joseph Edward Duncan III, Tueur en série et pédophile américain († 28 mars 2021).
- 26 février : Jaz Coleman, (Jeremy Coleman, dit), chanteur britannique du groupe  Killing Joke

## Décès
- 1er février : John Francis D'Alton, cardinal irlandais, archevêque d'Armagh (° 11 octobre 1882).
- 2 février : Ali Veliyev, écrivain azéri (° 27 février 1901).
- 6 février : Abdelkrim Al Khattabi, homme politique marocain (° 1882).
- 10 février : Léon van der Essen, historien belge, professeur à l'université catholique de Louvain (° 12 décembre 1883).
- 19 février : Gaston Garchery, acteur français.
- 27 février : Rajendra Prasad, homme d'État indien.
- 28 février : Bobby Jaspar, saxophoniste de jazz belge (° 20 février 1926).